# Federacija za anarhistično organiziranje
Federacija za anarhistično organiziranje (FAO) je anarhistična organizacija, ki je bila ustanovljena v letu 2009 in je sestavljena iz lokalnih skupin, ki delujejo širom Slovenije, med drugim v Celju in okolici, Posavju, Zasavju in v Ljubljani. Organizacija deluje na principih avtonomije in federalizma in se utemeljuje na anarhistični politični filozofiji. Kot je zapisano v dokumentu Principi organiziranja in delovanja,
Organiziranje in delovanje Federacije za anarhistično organiziranje (FAO) temelji na temeljnih anarhističnih idejah in principih. To so samoorganizacija, svobodni dogovor in združevanje, povezovanje, solidarnost ter vzajemna pomoč. Združujemo se po načelih avtonomije posameznika in skupin, horizontalnosti, neavtoritarnosti in direktne demokracije.